# Lupenice
Lupenice är en ort i Tjeckien. Den ligger i den östra delen av landet, 130 km öster om huvudstaden Prag. Lupenice ligger 327 meter över havet och antalet invånare är 247.
Terrängen runt Lupenice är platt åt nordväst, men åt sydost är den kuperad. Runt Lupenice är det ganska tätbefolkat, med 72 invånare per kvadratkilometer. Närmaste större samhälle är Ústí nad Orlicí, 19,6 km söder om Lupenice. Omgivningarna runt Lupenice är en mosaik av jordbruksmark och naturlig växtlighet.